# Gerrit Jan Rutgers

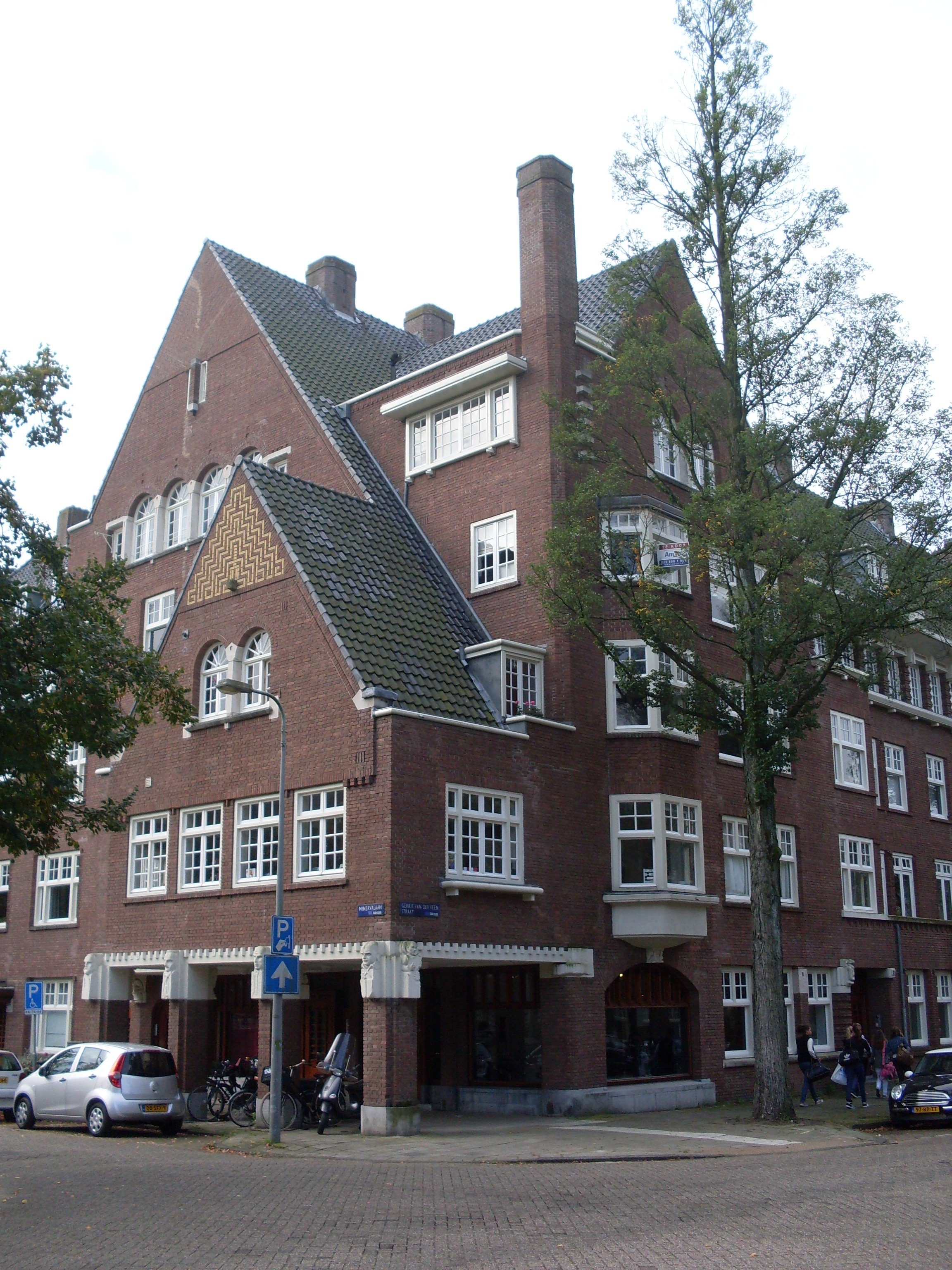
Amsterdam: woonblok aan de Minervalaan.

Gerrit Jan Rutgers (Ellecom, 16 november 1877 - Amsterdam, 24 februari 1962) was een Nederlandse architect.

## Leven en werk
Rutgers werd geboren in de Gelderse plaats Ellecom als zoon van een aannemer maar verhuisde al spoedig naar Amsterdam om zich in de praktijk in de architectuur te kunnen ontplooien. In die stad zou hij zijn hele leven woonachtig en werkzaam blijven. Rutgers geldt als de meest productieve architect van de Amsterdamse School. Zijn oeuvre omvat voornamelijk woningbouwblokken met circa 7000 woningen. Daarnaast ontwierp hij tal van villa's, en onder meer enkele kerken, hotels en herenhuizen. Ook hield hij zich bezig met toegepaste kunst en ontwierp enkele interieurs.
Tot omstreeks 1920 was Rutgers' werk sterk geïnspireerd door Berlages ontwerpen en daarin was hij enkele jaren actief als gemeentelijk architect. Vervolgens ontwikkelde zijn werk zich geheel in de geest van de Amsterdamse School. Daarna bleef Rutgers nog lang actief in de bouwwereld maar kwam hij niet meer tot bijzondere ontwerpen.
Vandaag de dag is Rutgers een wat in de vergetelheid geraakte architect. Diverse van zijn werken zijn erkend als monument.

## Bouwwerken
Onvolledige lijst van bouwwerken van G.J. Rutgers
| Bouw        | Naam                                                         | Plaats    | Bijzonderheden            | Afbeelding |
| ----------- | ------------------------------------------------------------ | --------- | ------------------------- | ---------- |
| 1920        | Landhuis de Paddestoel                                       | Wassenaar |                           |            |
| 1916-1919   | Hoofdgebouw van de gemeentelijke telefoondienst, Singel 340  | Amsterdam | Met P. Marnette           |            |
| 1923        | Geschakelde eengezinswoningen, Hacquartstraat 30             | Amsterdam |                           |            |
| 1923        | Geschakelde eengezinswoningen, Hacquartstraat 32             | Amsterdam |                           |            |
| 1923-1925   | Herenhuizen, Hacquartstraat 19                               | Amsterdam |                           |            |
| 1923-1927   | Woningen Roelof Hartplein                                    | Amsterdam |                           |            |
| 1923-1924   | Vier geschakelde eengezinswoningen, Cornelis Schuytstraat 67 | Amsterdam |                           |            |
| 1923-1924   | Vier geschakelde eengezinswoningen, Cornelis Schuytstraat 69 | Amsterdam |                           |            |
| 1924        | Huize Koningsvijver, Koninginneweg 8                         | Amsterdam |                           |            |
| 1925        | Vrijstaande villa, Valeriusplein 42                          | Amsterdam |                           |            |
| 1925-1926   | Woonblok op L-vormige plattegrond, Minervalaan 7             | Amsterdam |                           |            |
| 1926-1927   | Woonblok op L-vormige plattegrond, Minervalaan 8             | Amsterdam |                           |            |
| 1928-1929   | Woonblok op haakvormige plattegrond, Minervalaan 29          | Amsterdam |                           |            |
| 1928-1929   | Woonblok op haakvormige plattegrond, Minervalaan 30          | Amsterdam |                           |            |
| 1926-1928   | Carlton Hotel                                                | Amsterdam |                           |            |
| 1929        | American Hotel, Leidseplein 28                               | Amsterdam | Uitbreiding bestaand pand |            |
| 1929, circa | Villa, Churchill-laan 223                                    | Amsterdam |                           |            |
| 1930        | Lutherkapel                                                  | Amsterdam |                           |            |
| 1958        | Kantoorgebouw, Michelangelostraat                            | Amsterdam |                           |            |

## Bron
- Nederlands Architectuurinstituut, Rutgers, Gerrit Jan